# Côte de Chabrits
La côte de Chabrits est un col français situé sur les hauteurs de Mende. Il est également appelé col de la Briquette. La route qui le gravit permet de rallier le village de Chabrits, et de passer le causse de Changefège pour rejoindre la commune de Barjac.

## Utilisation sportive

### Marvejols-Mende
Le semi-marathon Marvejols-Mende emprunte la côte de Chabrits. En effet à la sortie de Marvejols, les coureurs s'engagent sur la montée de Goudard, puis redescendent vers la commune de Barjac. Ils arrivent ainsi à la l'intersection avec la route départementale 42, au niveau de la baraque de la Planchette. Commence alors la côte de la Briquette, jusqu'à Chabrits. Il s'agit ainsi de deuxième et dernière côte du semi-marathon. En effet, une fois le col franchit, les coureurs redescendent sur Mende via l'avenue du 11 novembre, puis rejoignent l'avenue Foch et enfin les boulevards pour rallier l'arrivée située au Foirail.

### La côte et le cyclisme
Le col est également utilisé pour le cyclisme, le peloton arrivant par la route nationale 88, traverse alors Barjac afin d'ajouter une côte au parcours avant d'arriver sur Mende. Ainsi, lors de la 18e étape du Tour de France 2005, c'est le Belge Axel Merckx qui passe en tête lors de l'étape finalement remportée par Marcos Serrano. Lors de la 4e étape du Paris-Nice 2010, c'est le Français Brice Feillu qui franchit le col en première position, juste devant Alberto Contador, futur vainqueur en haut de la côte de la Croix Neuve. Lors de la 14e étape du Tour de France 2015, c'est le Slovène Kristjan Koren qui passe en tête lors de l'étape finalement remportée par Steve Cummings.